# Poimenski seznam evroposlancev iz Portugalske
Poimenski seznam evroposlancev iz Portugalske.

## Seznam
| Ime                         | Stranka                                            | Mandat(i)       |
| Francisco Assis             | Stranka evropskih socialistov                      | 2004-2009       |
| Teresa Almeida Garrett      | Evropska ljudska stranka - Evropski demokrati      | 1999-2004       |
| Regina Bastos               | Evropska ljudska stranka - Evropski demokrati      | 1999-2004       |
| António Campos              | Stranka evropskih socialistov                      | 1999-2004       |
| Carlos Candal               | Stranka evropskih socialistov                      | 1999-2004       |
| Luis Manuel Capoulas Santos | Stranka evropskih socialistov                      | 2004-2009       |
| Raquel Cardoso              | Evropska ljudska stranka - Evropski demokrati      | 1999-2004       |
| Fausto Correia              | Stranka evropskih socialistov                      | 2004-2009       |
| Maria Carrilho              | Stranka evropskih socialistov                      | 1999-2004       |
| Paulo Casaca                | Stranka evropskih socialistov                      | 1999-2004 -2009 |
| Carlos Coelho               | Evropska ljudska stranka - Evropski demokrati      | 1999-2004 -2009 |
| Elisa Maria Damião          | Stranka evropskih socialistov                      | 1999-2004       |
| Manuel António dos Santos   | Stranka evropskih socialistov                      | 2004-2009       |
| Maria da Assunção Esteves   | Evropska ljudska stranka - Evropski demokrati      | 2004-2009       |
| Edite Estrela               | Stranka evropskih socialistov                      | 2004-2009       |
| Emanuel Jardim Fernandes    | Stranka evropskih socialistov                      | 2004-2009       |
| Elisa Ferreira              | Stranka evropskih socialistov                      | 2004-2009       |
| Ilda Figueiredo             | Evropska združena levica – Zelena nordijska levica | 1999-2004 -2009 |
| Duarte Freitas              | Evropska ljudska stranka - Evropski demokrati      | 2004-2009       |
| Ana Maria Gomes             | Stranka evropskih socialistov                      | 2004-2009       |
| Pedro Guerreiro             | Evropska združena levica – Zelena nordijska levica | 2004-2009       |
| João Gouveia                | Evropska ljudska stranka - Evropski demokrati      | 1999-2004       |
| Vasco Graça Moura           | Evropska ljudska stranka - Evropski demokrati      | 1999-2004 -2009 |
| Carlos Lage                 | Stranka evropskih socialistov                      | 1999-2004       |
| Jamila Madeira              | Stranka evropskih socialistov                      | 2004-2009       |
| Luís Marinho                | Stranka evropskih socialistov                      | 1999-2004       |
| Sérgio Marques              | Evropska ljudska stranka - Evropski demokrati      | 1999-2004 -2009 |
| Joaquim Miranda             | Evropska združena levica – Zelena nordijska levica | 1999-2004       |
| José Pacheco Pereira        | Evropska ljudska stranka - Evropski demokrati      | 1999-2004       |
| João de Deus Pinheiro       | Evropska ljudska stranka - Evropski demokrati      | 2004-2009       |
| Joaquim Piscarreta          | Evropska ljudska stranka - Evropski demokrati      | 1999-2004       |
| Miguel Portas               | Evropska združena levica – Zelena nordijska levica | 2004-2009       |
| Luís Queiró                 | Zveza za Evropo narodov                            | 1999-2004 -2009 |
| José Ribeiro e Castro       | Zveza za Evropo narodov                            | 1999-2004 -2009 |
| Manuel António dos Santos   | Stranka evropskih socialistov                      | 1999-2004       |
| José Albino Silva Peneda    | Evropska ljudska stranka - Evropski demokrati      | 2004-2009       |
| Mário Soares                | Stranka evropskih socialistov                      | 1999-2004       |
| Sérgio Sousa Pinto          | Stranka evropskih socialistov                      | 1999-2004 -2009 |
| Helena Torres Marques       | Stranka evropskih socialistov                      | 1999-2004       |
| Joaquim Vairinhos           | Stranka evropskih socialistov                      | 1999-2004       |